# Rio Coşaru Porcului
O Rio Coşaru Porcului é um rio da Romênia, afluente do Uilocul Mare, localizado no distrito de Covasna.